# Typhochrestus pekkai
Typhochrestus pekkai es una especie de araña araneomorfa del género Typhochrestus, familia Linyphiidae. Fue descrita científicamente por Bosmans & Oger en 2014.
Se distribuye por Francia. El cuerpo del macho mide aproximadamente 1,3 milímetros de longitud. El prosoma es marrón con amarillo y mide 0,58-0,59 milímetros.